# Алмейда, Мануэл Антониу ди
Мануэл Антониу ди Алмейда (литературный псевдоним — Um Brasileiro) (порт. Manuel Antônio de Almeida; 17 ноября 1830, Рио-де-Жанейро — 28 ноября 1861) — бразильский писатель, журналист, колумнист, литературный критик, редактор, педагог. Президент Бразильской академии литературы.
Представитель реализма в бразильской литературе.

## Биография
Родился в семье офицера. Получил университетское медицинское образование (1849—1855). Сложное финансовое положение привело его к занятиям журналистикой и литературой.
Редактировал журнал «Correio Mercantil», в котором в 1854—1855 опубликовал свой самый известный роман «Воспоминания сержанта милиции» («Memórias de um sargento de milícias»).
В 1858 был одним из основателей и директором Национального книжного издательства — Tipografia Nacional, где познакомился и подружился с Ж. Машаду де Ассисом
Был профессором Школы искусств и ремёсел Рио-де-Жанейро.
Принадлежал к первому карнавальному обществу в Рио-де-Жанейро, основанному в 1855 году. 
Погиб при кораблекрушении в районе Макаэ.

## Творчество
В публицистических сочинениях выступал за развитие национальной культуры.
Став автором первого бразильского городского романа, занимает видное место в литературе Бразилии. Написанный в 1852 году, роман «Воспоминания сержанта милиции», изображающий жизнь Рио-де-Жанейро в начале девятнадцатого века, оказал положительное влияние на развитие литературного персонажа плутовского романа и новой волны фольклорного повествования (исп. narrativa costumbrista) в латиноамериканской литературе.
Роман «Воспоминания сержанта милиции» (1854—1855, рус. пер. «Жизнь Леонардо, сержанта полиции», 1964), содержащий сатирические картины нравов, сыграл значительную роль в становлении реализма в бразильской литературе.

## Избранные произведения
- Memórias de um sargento de milícias (1852)
- Dois Amores (театральная пьеса, 1861)